# 하유미 (배우)
하유미(河有美, 본명: 이현아, 1963년 7월 7일 ~ )는 대한민국의 배우이다.

## 생애
대한민국 서울특별시에서 태어나 리라초등학교를 5학년까지 다녔으며, 이후 일본으로 건너가 고등학교까지 졸업하였다. 1986년 패션 모델로 데뷔해 활동하였으며, 오사카부 돈다바야시시에 있는 오타니 여자대학(大谷女子大学, 현 오사카 오타니 단기대학)을 졸업했다. 1988년 영화 《변강쇠 3》의 주연으로 데뷔하였다. 1999년 홍콩에서 클래런스 입(葉偉忠)과 결혼하였다.

## 학력
- 리라초등학교
- 하쓰다이중학교
- 하쓰다이고등학교
- 오사카 오타니 여자단기대학 발레무용학과 전문학사

## 출연작

### TV 드라마
- 《고개숙인 남자》(MBC, 1991년)
- 《이별 없는 아침》(KBS, 1992년)
- 《TV문예극장 - 풍금이 있던 자리》 (KBS, 1992년) - 명혜 역
- 《딸부잣집》(KBS, 1994년) - 둘째 딸 권차령 역
- 《개성시대》(KBS, 1995년) - 하리라 역
- 《애인》(MBC, 1996년) - 김해리 역
- 《연어가 돌아올 때》(SBS, 1996년)
- 《모델》(SBS, 1997년) - 밀레나 신 역
- 《신데렐라》(MBC, 1997년) - 김경희 역
- 《3일간의 전쟁》(KBS, 1997년) - 백순미 실장 역
- 《리조트》(드라마넷&SBS, 1997년)
- 《사랑을 위하여》(MBC, 1998년~1999년) - 최순미 역
- 《싱싱 손자병법》(KBS, 1998년) - 우연희 역
- 《당신은 누구시길래》(SBS, 1999년) - 조옥주 역
- 《남의 속도 모르고》(MBC, 1999년) - 해라 역
- 《대박가족》(SBS, 2002년~2003년) - 하유미 역
- 《링링》(MBC, 2002년) - 최영은 역
- 《장희빈》(KBS, 2002년~2003년) - 장희재의 처 숙정 역
- 《맨발의 청춘》(MBC, 2005년) - 박화숙 역
- 《사랑과 야망》(SBS, 2006년) - 혜영 역
- 《내 남자의 여자》(SBS, 2007년) - 김은수 역
- 《우리를 행복하게 하는 몇 가지 질문》(KBS, 2007년
- 《엄마가 뿔났다》(KBS, 2008년) - 이지나 역
- 《카인과 아벨》(SBS, 2009년) - 김현주 역
- 《역전의 여왕》(MBC, 2010년) - 한송이 상무 역

### 영화
- 《변강쇠 3》(1988년) - 옹녀 역
- 《빨간 여배우》(1989년)
- 《푸른 옷소매》(1991년) - 레이 역
- 《마지막 남자의 모습》(1991년) - 오윤희 역
- 《모두가 죽이고 싶던 여자》(1992년)
- 《데카당스 37도 2분》(1992년)
- 《그 여자, 그 남자》(1993년) - 숙 역
- 《커피 카피 코피》(1994년) - 박미란 역
- 《그리움엔 이유가 없다》(1994년) - 정희 역
- 《개같은 날의 오후》(1995년) - 이정희 역
- 《용병 이반》(1997년) - 링링 역
- 《인연》(1997년) - 미자 역
- 《파라다이스 빌라》(2001년) - 피아노 강사 역
- 《벽루천》(2011년) - 신녀 역

### 교양, 예능
- 《이경규쇼》(HBS, 1996년) - 고정 패널
- 《토크 앤 시티》(스토리온, 2007년) - 공동 MC
- 《토크 앤 시티 2》(스토리온, 2008년) - 공동 MC
- 《토크 앤 시티 3》(스토리온, 2009년) - 공동 MC

## CF
- 1989년 대우 하이파이브 (with 나한일)
- 1990년 롯데칠성음료 조우커
- 1993년 홍콩진친인터내셔널
- 2007년 AIG생명보험 AIG 원스톱암보험II (with 배종옥)
- 2007년 ~ 2013년 제닉 하유미의 셀더마 하이드로겔 마스크
- 2007년 BBQ
- 2017년 애경 리얼페이스 리본 더 리본

## 홍보대사
- 2011년 ~ 열린의사회 홍보대사
- 2011년 2011경주세계문화엑스포 홍보대사

## 수상
- 1994년 KBS 연기대상 여자 인기상 《딸부잣집》
- 1995년 제31회 백상예술대상 TV부문 인기상 《딸부잣집》
- 2007년 SBS 연기대상 미니시리즈부문 여자 조연상, 베스트 커플상 《내 남자의 여자》
- 2010년 MBC 연기대상 조연배우부문 황금연기상 《역전의 여왕》